# Higuchi Tomimaro
Higuchi Tomimaro (樋口 富麻呂), né le 1er mars 1898 à Osaka, mort le 7 novembre 1981, est un peintre japonais nihonga.

## Vie et œuvre
Higuchi est d'abord influencé par le peintre Kitano Tsunetomi.
En 1926, il déménage à Kyoto et il entre à l'école d'art de la ville de Kyoto (京都市立絵画専門学校), ancêtre de l' Université municipale des Arts de Kyoto en 1932. Il rejoint ensuite le groupe Seikō-sha (青甲社) du peintre Nishiyama Suishō. À la mort de celui-ci en 58, il devient indépendant. Il est un ami de Jun'ichirō Tanizaki et de son épouse.
Higuchi travaille comme peintre, graphiste et illustrateur. Il expose ses travaux régulièrement aux expositions « Bunten », « Teiten »  et « Nitten ». En 1969, il rejoint le Nihon Bijutsuin et expose à ses expositions « Inten » à six reprises.
Il est surtout connu pour ses gravures sur bois sur le thème des geishas. À la fin de sa vie, il peint beaucoup d’œuvres sur des thèmes bouddhiques.
En 1931, Higuchi est exposé à l'exposition de peintures japonaises de Berlin.